# 2009年1月臺灣
| << | 2009年1月 （民國98年） | >> |    |    |    |    |
| \| 日 \| 一 \| 二 \| 三 \| 四 \| 五 \| 六 \| \| \| \| \| \| 1 \| 2 \| 3 \| \| 4 \| 5 \| 6 \| 7 \| 8 \| 9 \| 10 \| \| 11 \| 12 \| 13 \| 14 \| 15 \| 16 \| 17 \| \| 18 \| 19 \| 20 \| 21 \| 22 \| 23 \| 24 \| \| 25 \| 26 \| 27 \| 28 \| 29 \| 30 \| 31 \| \| \| \| \| \| \| \| \| |                        |    |    |    |    |    |
| 臺灣新聞動態／維基新聞 |                        |    |    |    |    |    |
| 世界／中国大陆／臺灣 |                        |    |    |    |    |    |
| 日 | 一                     | 二 | 三 | 四 | 五 | 六 |
| |                        |    |    | 1  | 2  | 3  |
| 4 | 5                      | 6  | 7  | 8  | 9  | 10 |
| 11 | 12                     | 13 | 14 | 15 | 16 | 17 |
| 18 | 19                     | 20 | 21 | 22 | 23 | 24 |
| 25 | 26                     | 27 | 28 | 29 | 30 | 31 |
| |                        |    |    |    |    |    |

## 1月31日
- 為了因應馬英九總統春節下鄉時強調的「搶救失業」政策宣示，行政院上午召開跨部會會議，會中針對擴大就業、擴大內需、社會安全網等三大議題進行討論，據估今年可釋出約7萬7千個工作機會。中國時報
- 台灣動漫界盛事之一的第13屆開拓動漫祭，在台北市台大綜合體育館一連舉行兩天，第一天共吸引3萬人次前往參加。中國時報自由時報

## 1月30日
- 美籍華裔大提琴家馬友友造訪台灣，上午在板橋林家花園與馬英九總統舉行「雙馬高峰會」會面，晚間則在國家音樂廳舉辦大提琴獨奏會，現場並同步在兩廳院廣場進行戶外實況轉播。yam天空新聞─中央社１（页面存档备份，存于）２（页面存档备份，存于）

## 1月29日
- 前總統陳水扁因海外洗錢疑案遭羈押台北看守所，女兒陳幸妤與陳前總統友人吳文清於上午前往探視，過程中，陳前總統亦透過陳幸妤表達應對外回應媒體報導移民加拿大一事，但陳幸妤僅透過吳文清對外否認。中國時報自由時報

## 1月28日
- 知名演員阿匹婆凌晨於睡夢中辭世，享壽90歲。yam天空新聞─中央社（页面存档备份，存于）自由時報

## 1月27日
- 馬英九總統上午首次以國家元首身分至苗栗通霄馬家祭祖，並依照往年慣例，向現場民眾發送紅包祝賀新年。中國時報（页面存档备份，存于）自由時報

## 1月26日
- 經過一個月的檢疫期，中國大陸贈予台灣的大貓熊團團、圓圓正式在台北市立動物園與民眾見面，民眾需以抽號碼牌的方式排隊等候觀賞。中國時報自由時報

## 1月25日
- 馬英九總統在晚間以賀歲影片的方式發表任內首次除夕談話，並期許社會發揮慈悲心與同胞愛的「台灣精神」，藉以衝破難關，再創新局，絕不會辜負人民的期望。中國時報自由時報

## 1月24日
- 創世、華山、人安基金會等慈善團體在全台共9地為街友、獨居老人、社會邊緣人舉辦尾牙宴，總計席開1183桌，比去年暴增五成，創下舉辦18年以來的最高紀錄。中國時報自由時報

## 1月23日
- 大法官會議做出《釋字第654號解釋》，認定《羈押法》規定羈押禁見被告與律師律見時全程錄音屬違憲行為。yam天空新聞─中央社（页面存档备份，存于）
- 台北市政府政風處公布貓空纜車政風調查報告，報告中認定貓纜在規劃、施工及驗收均有行政疏失，但無公務員貪瀆問題，將11名市府相關人員函送監察院，監造及施工廠商則移送檢方調查。台北市長郝龍斌同時宣佈，發生結構問題的貓纜第16號塔柱將遷移約30公尺。yam天空新聞─中央社１（页面存档备份，存于）２（页面存档备份，存于）

- 中油依據浮動油價機制，傍晚宣布調降國內汽油批售價格，明日凌晨零時起，各類汽油每公升調降0.1元，柴油批售價格則維持不變。yam天空新聞─中央社

## 1月22日
- 世界羽球聯盟公佈最新世界排名，台灣女雙搭檔簡毓瑾／程文欣登上世界第一寶座。中國時報（页面存档备份，存于）自由時報
- 行政院主計處公佈上月失業率達5.03%，創下自2003年10月以來新高。中國時報（页面存档备份，存于）自由時報

## 1月21日
- 台北地方法院審理扁家洗錢疑案，首度傳訊前總統陳水扁長子陳致中、黃睿靚夫婦與前第一夫人吳淑珍胞兄吳景茂到案。三人在庭上首度認罪，陳致中並表示，除協助匯回新台幣近7億元的海外款項之外，也指母親吳淑珍已同意將持有的6億現金、珠寶全數交由檢方調查。中國時報自由時報
- 98年大學學科能力測驗登場，首日共有14.1萬名考生應試，缺考率1.52%。yam天空新聞─中央社（页面存档备份，存于）中國時報（页面存档备份，存于）自由時報
- 去年底因力霸東森掏空案而遭一審判刑18年的前東森媒體集團總裁王令麟，因疑似計畫從澎湖潛逃出境，遭台北地檢署裁定再次收押禁見。 中國時報自由時報
- 今日加權股價指數收盤行情：

 上漲5.36點／成交價：4247.97點／成交量：新台幣490.17億元

## 1月20日
- 台北地方法院審理國務機要費案，上午及下午分別傳訊前總統府副秘書長馬永成、前陳水扁辦公室主任林德訓。兩人在庭上皆表示是奉陳水扁前總統指示行事，但未貪取分文。中國時報自由時報
- 西門町絕色影城董事長吳成麟，遭台北市一女地主指控，涉嫌以投資、購地等名義榨取其金錢，三年以來詐欺金額高達新台幣16億元。全案移送士林地檢署後，檢方向士林地方法院聲請羈押。中國時報自由時報
- 今日加權股價指數收盤行情：

 下跌124.15點／成交價：4242.61點／成交量：新台幣457.20億元

## 1月19日
- 台北地方法院審理扁家洗錢疑案、國務機要費案、南港展覽館弊案、竹科龍潭園區購地弊案等扁家四大弊案，上午首次召開準備程序庭，公訴檢察官同時就龍潭案向法院追加陳水扁「藉勢藉端勒索強募財物罪」和「非主管職務圖利罪」兩項罪嫌。前總統陳水扁在庭中否認犯罪，扁家友人蔡銘哲、前竹科管理局局長李界木則同時坦承罪行。yam天空新聞─中央社１（页面存档备份，存于）２（页面存档备份，存于）３（页面存档备份，存于）４（页面存档备份，存于）
- 消費券第一階段發放告一段落，但部分縣市傳出數量短少的情形。主管發放事務的內政部表示將督導地方政府儘速核對清點，如確定有非人為情形造成消費券短缺之情形，將與保險公司商議理賠事宜。yam天空新聞─中央社１２（页面存档备份，存于）３（页面存档备份，存于）４（页面存档备份，存于）
- 砂石運輸業者為抗議大三通後，台灣砂石船反而受到中國官方更嚴苛、更不平等的待遇，上午集結至行政院陳情。自由時報
- 前總統陳水扁在台北看守所羈押期間著作《台灣的十字架》上市，甫上架即創造銷售佳績。自由時報中國時報
- 今日加權股價指數收盤行情：

 上漲0.66點／成交價：4366.76點／成交量：新台幣354.90億元

## 1月18日
- 消費券進行第一階段發放作業，約有2117萬人完成領取，發放率達到91%。中國時報自由時報yam天空新聞─中央社（页面存档备份，存于）

## 1月17日
- 美國貿易代表署在美東時間16日宣布，由於台灣保護智慧財產權出現具體成效，因此自特別301的一般觀察名單中除名。 中國時報自由時報
- 今日加權股價指數收盤行情：

 上漲12.40點／成交價：4366.10點／成交量：新台幣335.66億元

## 1月16日
- 受到多次風災而停駛將近半年的阿里山森林鐵路，即日起以接駁方式通車。中國時報自由時報
- 中油依據浮動油價機制，傍晚宣布調降國內柴油批售價格，明日凌晨零時起，各類柴油調降0.2元成為19.3元。yam天空新聞─中央社
- 今日加權股價指數收盤行情：

 上漲32.93點／成交價：4353.70點／成交量：新台幣468.42億元

## 1月15日
- 立法院召開臨時會，晚間三讀通過98年度中央政府總預算案，通過歲出1兆8299餘元新台幣，刪減203億元，減幅1.11％，通過歲入1兆7千餘億元新台幣，刪減530億元。。中國時報自由時報
- 知名台語歌手江蕙日前因其大姊理財不當而發生債務問題，遭媒體爆出討債業者上門威脅，本日正式發出聲明稿說明，表示一切將循法律途徑解決。自由時報
- 今日加權股價指數收盤行情：

 下跌200.70點／成交價：4320.77點／成交量：新台幣542.00億元

## 1月14日
- 總統府爆發共諜案，首次遭台北地檢署搜索，涉案的總統府專門委員王仁炳、前國會助理陳品仁於15日凌晨遭台北地方法院裁定收押禁見。中國時報（页面存档备份，存于）自由時報
- 今日加權股價指數收盤行情：

 下跌10.89點／成交價：4521.47點／成交量：新台幣607.64億元

## 1月13日
- 立法院第七屆第二會期結束，本會期總計通過《民法》物權編修正案、《國際機場園區發展條例》、《電子票證發行管理條例》等89項議案，但98年度中央政府總預算案則未能通過。中國時報１[永久]２[永久]自由時報
- 前中信鯨球員倪福德正式加盟美國職棒大聯盟底特律老虎隊，成為首位挑戰美國職棒的中華職棒球員。中國時報[永久]自由時報
- 今日加權股價指數收盤行情：

 上漲78.46點／成交價：4532.36點／成交量：新台幣497.18億元

## 1月12日
- 立法院三讀通過《離島建設條例》修正案，正式納入「博弈條款」，開放離島觀光飯店設置賭場，但必須先舉行公投取得當地民眾同意。中國時報[永久]自由時報
- 今日加權股價指數收盤行情：

 下跌13.63點／成交價：4453.90點／成交量：新台幣558.57億元

## 1月11日
- 《菸害防制法》新法正式實施，實施首日總計開出37件告發單，但也發生各縣市執法不同調的情形。中國時報[永久]自由時報

## 1月10日
- 今年第一波寒流自本日起侵襲台灣，中央氣象局持續發佈低溫特報，全台低溫都在攝氏10度以下，其中淡水清晨低溫僅7.3度，玉山則降到零下11.8度，創下入冬以來最低溫，但玉山與合歡山因水氣不足並無下雪。此波寒流將持續至15日清晨。中國時報[永久]自由時報[]
- 移民署位於桃園機場的兩套境管電腦在5日6日發生當機，經過一個星期的調查，確定共有列管5人出境、3人入境，移民署長謝立功為此事向社會大眾致歉，並展開補救措施。中國時報[永久]自由時報

## 1月9日
- 民航局在下午核定航空業者申請的兩岸春節加班機共133班次，其中最熱門的上海航線，兩岸業者共加開40班。yam天空新聞─中央社
- 針對立法院及企業界人士呼籲財務會計準則第10號公報暫緩一年實施，金管會主委陳冲表示照常實施。yam天空新聞─中央社（页面存档备份，存于）NOWnews
- 立法院三讀修正通過《公司法》部分條文，併納入「肥貓減薪條款」，規定接受政府紓困之公司，應提自救計畫，並限制經理人報酬；而公司接受紓困超過新台幣10億元者，應向立法院報告自救計畫，且紓困期間不得前往海外投資。yam天空新聞─中央社（页面存档备份，存于）
- 中油依據浮動油價機制，傍晚宣布調漲國內汽柴油批售價格，明日凌晨零時起，各類汽油每公升調漲1.9元、柴油調漲2.5元。台塑石化隨後跟進，明日凌晨1時起，汽油每公升調漲1.9元、柴油每公升調漲2.5元。yam天空新聞─中央社１（页面存档备份，存于）２（页面存档备份，存于）
- 太魯閣國家公園管理處宣布，中橫公路太魯閣口－天祥路段將在1月26日至31日的春節連假期間實施交通管制措施，每天上午7時至下午4時止，除特定車輛外，禁止四輪以上車輛進入，但同時提供太魯閣車站至管制路段間的免費遊園專車以服務遊客。yam天空新聞─中央社（页面存档备份，存于）
- 今日加權股價指數收盤行情：

 下跌33.05點／成交價：4502.74點／成交量：新台幣595.63億元

## 1月8日
- 遭外界質疑有美國國籍的原國民黨籍立法委員李慶安表示不忍造成社會紛擾，於下午2點宣布辭職，其遺缺將於三個月內舉行補選。yam天空新聞─中央社１（页面存档备份，存于）２（页面存档备份，存于）
  - 台北市議會國民黨黨團傍晚宣佈，一致推薦連任7屆的資深市議員蔣乃辛出馬競選立委補選。yam天空新聞─中央社（页面存档备份，存于）
- 今日加權股價指數收盤行情：

 下跌254.05點／成交價：4727.26點／成交量：新台幣762.93億元

## 1月7日
- 財政部在下午公布去年12月海關進、出口值，分別較前年同期大幅縮減44.6％及41.9％，皆創下歷年最大減幅。中央銀行隨即在不到1小時後，宣佈將重貼現率、擔保放款融通利率及短期融通利率全面調降2碼（0.50%），調整後利率分別為1.5%、1.875%及3.75%，創四年以來最大單次降幅。yam天空新聞─中央社１（页面存档备份，存于）２（页面存档备份，存于）中國時報[永久]自由時報
- 今日加權股價指數收盤行情：

 上漲62.58點／成交價：4789.84點／成交量：新台幣967.23億元

## 1月6日
- 經過36個小時的搶修，移民署的入出境電腦系統在下午5時10分恢復正常。yam天空新聞─中央社１（页面存档备份，存于）２（页面存档备份，存于）
- 立法院將於9日、12日與13日召開本會期最後一次院會，本日通過多項民生法案：yam天空新聞─中央社（页面存档备份，存于）
  - 《商業登記法》第28條修正案三讀通過，未來審查商號名稱時，將僅針對是否與其他商號名稱同名，而不及於是否與其它商業名稱類似，以符合政府鬆綁法規的政策方向。yam天空新聞─中央社
  - 《電子遊戲場業管理條例》修正案三讀通過，未來將禁止未滿15歲之兒童及青少年於上課及夜間10時後進入電子遊戲場，並同時限制場業負責人或管理人的資格。yam天空新聞─中央社（页面存档备份，存于）
  - 歷經大法官會議3次宣告違憲，立法院院會正式通過廢止《檢肅流氓條例》。yam天空新聞─中央社
- 原住民團體「原住民族捍衛原基法大聯盟」在上午發動200多人到原民會，抗議原民會在處理核廢料處置場候選場址、傳統大獵祭及馬告國家公園設置等攸關原住民族的議題上，背棄《原住民族基本法》對原住民的保護。原民會則在中午發布新聞稿澄清。yam天空新聞─中央社
- 前總統陳水扁向台北地方法院聲請法官迴避，台北地方法院裁定聲請駁回。yam天空新聞─中央社
- 今日加權股價指數收盤行情：

 上漲28.95點／成交價：4727.26點／成交量：新台幣814.37億元

## 1月5日
- 中央銀行公布外匯存底最新統計數字，截至2008年12月底止，台灣外匯存底總額為2917億美元，較2007年同期增加214億美元。yam天空新聞─中央社（页面存档备份，存于）
- 立法委員李慶安雙重國籍案，台北地檢署將李慶安改列偵字案貪污被告，並限制出境、出海。yam天空新聞─中央社（页面存档备份，存于）自由時報[]中國時報[永久]
- 移民署位於桃園機場的兩套境管電腦於清晨5時全部當機，造成除小港機場、高雄港外入出境查驗改為人工作業，約七萬名旅客受到影響。自由時報中國時報[永久]
- 今日加權股價指數收盤行情：

 上漲107.09點／成交價：4698.31點／成交量：新台幣669.02億元

## 1月4日
- 為鼓勵國中學生就近就讀高中、並為十二年國教鋪路，教育部自今年起擴大辦理高中免試入學，從原試辦的21所偏遠地區高中再納入全國107所優質化高中，可以免參加國中基測、僅採用國中在校成績即可入學。預計應屆國三畢業生將首先適用。中國時報[永久]自由時報
- 位於台南縣、市交界，佔地40公頃的台南都會公園落成啟用。自由時報[]

## 1月3日
- 屏東縣高樹鄉南華村一處非合法登記的輕航機起降場在傍晚發生墜機意外，一架輕航機疑因機械故障墜毀在鄰近起降場的南瓜田，導致機上駕駛胡政忠及女乘客吳秋美送醫不治。中國時報[永久]自由時報

## 1月2日
- 由於馬英九總統自上任後幾無休假，為顧及元首身體健康，行政院人事行政局、銓敘部等人事主管機關研議建立休假制度強迫總統休假，人事局長陳清秀並建議參考美國的大衛營，建立總統的專屬度假區。中國時報[永久]自由時報
- 高雄籍漁船「宏傑偉十八號」，在模里西斯外海作業時發生喋血事件，51歲的台灣籍船長陳文風於當地時間元旦凌晨疑遭兩名越南籍船員殺害，後遭船上其他11名船員制伏並關進船艙，預計本日抵達模里西斯接受調查。中國時報[永久]自由時報

## 1月1日
- 馬英九總統在總統府主持九十八年開國紀念典禮，會中發表任內第一次元旦祝詞，除呼籲公務人員在此時必須積極為民造福，跳出窠臼，不容墨守成規、抱殘守缺外，並提出三大目標，包括打造台灣為全球創新中心、亞太經貿樞紐以及台商營運總部，以全面提升及帶動國家競爭力。中國時報[永久]自由時報
- 為了表達對立法院遲不通過公視預算的不滿，公民監督國會聯盟等民間團體發起「搶救公視．監督國會大遊行」，近三千民眾頂著寒風走上街頭，並在立法院前進行「人體骨牌倒立院」的動作表達抗議。自由時報
- 台北榮民總醫院院長人事正式底定，退輔會表示，行政院已核定由前衛生署署長林芳郁出任，將於1月16日生效。中國時報[永久]自由時報
- 由台北市文化局主辦的第五屆漢字文化節，在華山藝文特區舉行萬人書法揮毫活動，在馬英九總統、立法院長王金平、台北市長郝龍斌等16位政界和藝文界人士擔任開筆官之下，共有12902人同時在場揮毫，成功打破金氏世界紀錄。中國時報[永久]自由時報